# R U Still Down?
R U Still Down? е първият албум на Тупак Шакур, издаден след смъртта му – през 1997 г. Дори след като е застрелян в Лас Вегас, той продължава да живее чрез своята музика. Албумът, съдържащ само неиздавани песни, бързо достига мултиплатинен статус и достига втора позиция в класацията на Billboard за албуми. Тъй като Шакур е оставил много неиздавана музика, това е първият албум, издаден от новата компания на майка му Amaru Entertainment, създадена, за да контролира посмъртно издадените албуми. Албумът съдържа два хитови сингъла, Do For Love и I Wonder If Heaven Got A Ghetto.

## Списък на песните

### Диск 1
1. Redemption
2. Open Fire (с участието на Akshun)
3. R U Still Down? (Remember Me)
4. Hellrazor (с участието на Stretch & Val Young)
5. Thug Style
6. Where Do We Go From Here (Interlude) (back vocals by Y.N.V.)
7. I Wonder if Heaven Got a Ghetto
8. Nothing to Lose (с участието на Y.N.V.)
9. I'm Gettin Money
10. Lie to Kick It (с участието на Richie Rich)
11. Fuck All Y'all
12. Let Them Thangs Go
13. Definition of a Thug Nigga

### Диск 2
1. Ready 4 Whatever (с участието на Big Syke)
2. When I Get Free
3. Hold on Be Strong (с участието на Stretch)
4. I'm Losin It (с участието на Spice 1 & Big Syke)
5. Fake Ass Bitches
6. Do for Love (с участието на Eric Williams & Blackstreet)
7. Enemies With Me (с участието на Dramacydal)
8. Nothin but Love
9. 16 on Death Row (с участието на Cool Russel)
10. I Wonder if Heaven Got a Ghetto [Hip-Hop Version] (с участието на Maxee)
11. When I Get Free II (с участието на Yaki Kadafi)
12. Black Starry Night (Interlude)
13. Only Fear of Death